# USS Wissahickon (1861)
USS Wissahickon – parowa kanonierka typu Unadilla o napędzie śrubowym. Został zbudowany w Filadelfii. Wszedł do służby w listopadzie 1861 i początkowo służył na Zatoce Meksykańskiej i rzece Mississippi. Tam w okresie kwiecień-lipiec 1862 brał udział w zajęciu Nowego Orleanu, bombardowaniu Grand Gulf, dwóch przejściach w pobliżu konfederackich fortyfikacji w pobliżu Vicksburga i bitwie z okrętem pancernym CSS „Arkansas”.
Po naprawach w Filadelfii w okresie od sierpnia do października 1862 „Wissahickon” dołączył do okrętów blokujących wybrzeże w pobliżu Karoliny Południowej, Georgii i wschodniej Florydy. Wzięła udział w bombardowaniu Fort McAllister pod koniec 1862 i na początku 1863 oraz w zniszczeniu okrętu korsarskiego „Rattlesnake” (ex-CSS „Nashville”) 28 lutego 1863. W marcu i czerwcu 1863 kanonierka zniszczyła jednego łamacza blokady i pomagała przy zniszczeniu kolejnego. W lecie bombardowała Fort Wagner i Fort Sumter w pobliżu Charleston.
„Wissahickon” spędził resztę wojny secesyjnej patrolując wybrzeże Karoliny Południowej i w ekspedycjach na wody wewnętrzne tego stanu oraz Georgii. Wszedł do Nowego Jorku w czerwcu 1865 i w krótkim czasie został statkiem handlowym noszącym nazwę „Adele”. W komercyjnej służbie był jeszcze przez około 20 lat.